# Hard Nova
Hard Nova est un jeu vidéo de rôle conçu par Karl Buiter et publié par Electronic Arts sur IBM PC en 1988 avant d'être porté sur Commodore 64. Le jeu s'appuie sur le moteur de jeu de Sentinel Worlds I: Future Magic, conçu par Karl Buiter et publié par Electronic Arts en 1988 sur IBM PC et Commodore 64. Le jeu se déroule dans un univers de science-fiction dans un secteur de la galaxie appelé Four Systems. Le joueur incarne soit Nova, soit Stark, des mercenaires indépendant travaillant pour un groupe connu sous le nom de Starkiller. Le jeu démarre alors que le héros vient de perdre son vaisseau spatial et son équipage lors d'une collision avec une météorite. Il se voit  confier un nouveau vaisseau par le groupe Starkiller mais doit se charger de recruter un nouvel équipage avant d'être chargé de sa première mission par son employeur,. 

## Accueil
| Hard Nova    |      |       |
| Média        | Nat. | Notes |
| Amiga Action | GB   | 80 %  |
| Amiga Format | GB   | 42 %  |
| CU Amiga     | GB   | 57 %  |
| Gen4         | FR   | 70 %  |
| Joystick     | FR   | 69 %  |